# Calponia harrisonfordi
Calponia harrisonfordi (лат.) — вид пауков из семейства Caponiidae, единственный в роде Calponia. Длина тела достигает 5 мм. В отличие от большинства других представителей семейства Caponiidae, Calponia harrisonfordi сохраняют все восемь глаз. Распространены в Калифорнии (США).

## Этимология
Вид описал в 1993 году американский арахнолог Норман Платник, который назвал этого паука в честь актёра Харрисона Форда, в благодарность за документальный фильм, повествующий о Лондонском музее живой истории.